# Borivoje Popovic
Borivoje Popovic (* 1925; † 2016) war ein jugoslawischer Tischtennisfunktionär. Er wurde mit dem ITTF Merit Award ausgezeichnet.

## Werdegang
Borivoje Popovic engagierte sich als internationaler Funktionär. 1946 übernahm er Aufgaben im jugoslawischen Tischtennisverband, zudem war er Vorsitzender des serbischen Tischtennisverbandes und des Vereins Partizan Belgrad. 1963 wurde bei den Balkanspielen Tischtennis eingeführt, was u. a. auf die Initiative von Popovic geschah. Als Non-Playing Captain betreute er die jugoslawische Mannschaft bei der Europameisterschaft 1962 und bei der Weltmeisterschaft 1969.
Im Weltverband ITTF hatte er folgende Funktionen:
- 1955 – 56 und 1965 – 75: Mitglied des Beirats (ITTF Advisory Committee/Council)
- 1963 – 65 und 1973 – 75: Vorsitzender des Klassifikationsausschusses (Ranking Committee)

Zuletzt war Popovic Ehrenmitglied im ITTF und auch des Balkan-Tischtennisverbandes. Seine Verdienste für den internationalen Tischtennissport wurden 1989 mit dem ITTF Merit Award gewürdigt.

## Privat
Borivoje Popovic verdiente seinen Lebensunterhalt als Journalist und Radioreporter. Er hatte einen Sohn.